# 嘉泓物流
嘉泓物流國際控股有限公司（簡稱嘉泓物流；英語：CN Logistics International Holdings Limited，港交所：2130）是一家物流解決方案供應商。集團在1991年由劉石佑先生成立，是最先於中國及香港提供B2B綜合貨運代理解決方案的代理商之一，目前全球擁有14個辦事處及國際貨運代理合作夥伴。
2020年10月15日，嘉泓物流於港交所主板上市，招股價為2.66港元，集資額超過8740萬元。

## 業務範圍
嘉泓物流的總部位於香港，全球業務遍布中國、歐洲及亞洲多個城市；主要提供有關高端時尚產品的貨運物流服務，亦是香港少數可提供葡萄酒貨運代理及配送物流服務的公司之一。集團在2021年6月，宣布併購兩家分別位於意大利及瑞士的非全資子公司，專責處理往返歐洲的物流服務。